# والنتینا چرواتنکو
والنتینا چرواتنکو (انگلیسی: Valentina Cherevatenko) یک سرباز قدیمی فعال حقوق بشر و بانی ابتکارهای ایجاد صلح در جنوب روسیه، قفقاز و اخیراً اوکراین است. او بنیانگذار و رئیس سازمان غیردولتی دان است که در سال ۲۰۱۶ بنیانگذاری شد و به دلیل فعالیت‌هایش با کسب دو جایزه بین‌المللی به رسمیت شناخته شد. یک جایزه را در اکتبر ۲۰۱۶ همزمان با جایزه سالانه آنا پولیتکوفسکایا به دست آورد. همچنین برنده جایزه اصلی سال ۲۰۱۶ یعنی ژینت بدویا لیما را دریافت کرد. در ۱۱ مارس ۲۰۱۷ والنتینا چرواتنکو جوایزی را در لندن دریافت کرد، همچنین جایزه دیگری که به‌طور مشترک توسط دولت‌های فرانسه و آلمان اهدا شد. این جایزه برای اولین بار در دسامبر ۲۰۱۶ در برلین به ۱۵ مرد و زن از سراسر دنیا اهدا گردید. این جوایز به به دلیل فعالیت‌های والنتینا و رنجی که از آزار و اذیت‌ها متحمل شده بود به او اهدا شد. دولت روسیه نارضایتی خود را از فعالیت‌های اخیر او و این افراد نشان داده‌است. گروه زنان «دان» با اتهامات کیفری علیه والنتینا چرواتنکو، تحت قانون ۲۰۱۲ وزارت خارجه اقامه دعوا کرد. در صورت محکومیت چرواتنکو، او با جریمه سنگین یا به دو سال زندان مواجه خواهد شد. اما در اواخر ژوئیه ۲۰۱۷ چرواتنکو از اتهامات تبرئه شد.

## زندگی‌نامه
والنتینا در نووچرکاسک در منطقه روستوف بزرگ شد و هنگام کودکی شاهد بخشی از رویداده‌ای ۱۹۶۲ در شهر بود، او کشتار نووچرکاسک را مشاهده کرد. بعدها در زندگی یادگرفت که مادرش، که در آن زمان ۲۳ ساله بود، زندگی یک پلیس را در آن روزهای آشفته و غم‌انگیز نجات داده بود. پدرش اوکراینی بود و روابط تاریخی گسترده‌ای با اوکراین داشت، همان‌طور که این رابطه با ساکنان فعلی آن نیز وجود دارد، با جمعیت (۱۷۰٬۲۳۳ در سال ۲۰۱۶).

## اولین مداخله در یک درگیری مسلحانه، ۱۹۹۰
اولین حضور والنتینا در یک درگیری مسلحانه زمانی رخ داد که اتحاد جماهیر شوروی در قدرت بود. در اواخر سال ۱۹۹۰، دفاتر سربازگیری ارتش در نووچرکاسک از افراد میان‌سال شهر خواستند تا سوار هواپیما شوند و آنها را به باکو پایتخت جمهوری آذربایجان اتحاد جماهیر شوروی فرستادند.
این اردوگاه آموزشی شش‌ماهه محلی نبود که معمولاً چنین زنان و مردانی حضور پیدا می‌کردند و شایعات مربوط به ادامه ناآرامی و خشونت در آذربایجان موجب شد تا مردم آگاه شوند که شوهران و پدرانشان برای بیگاری به باکو فرستاده شده‌اند (به برنامه باکونگاه کنید). مدیر کارخانه‌ای که والنتینا در آن مشغول به کار بود، به او و تیمش امکان دسترسی به تلکس را داد و والنتینا اقدام به ارسال پیام‌های فوری به گورباچف، یلتسین و دیگر تصمیم گیرندگان در دولت‌های شوروی و مقامات اتحاد جماهیر شوروی کردند.
در نتیجه این اقدام، سربازان به خانه بازگشتند. آنها هنور به فرودگاه باکو نرسیده درگیر جنگ شدند، اما برخی از آنها با شلیک گلوله‌های کور کشته شدند.

## اتهامات علیه چرواتنکو ۲۰۱۶–۲۰۱۷
در اواخر ژوئن ۲۰۱۶، والنتینا چرواتنکو اولین فردی بود که تحقیقات جنایی علیه او طبق قانون ۲۰۱۲در مورد سازمان‌های غیردولتی خارجی آغاز شد. او به «سوء نیت از وظایفی که در سازمان‌های غیردولتی برعهده دارد و به عنوان یک جاسوس خارجی عمل کرده»، متهم شده بود، و اگر محاکمه می‌شد ممکن بود یک جریمه سنگین دریافت کند یا یک حکم دو ساله حبس کیفری به او داده شود. این حمله به یک مدافع برجسته حقوق بشر، موجب نگرانی در روسیه و خارج از کشور شد.
در تاریخ ۲ ژوئن ۲۰۱۷، چرواتنکو به‌طور رسمی به جرم شناخته شده متهم شد، و درحالی‌که منتظر تاریخ دادرسی دادگاه بود، دو ماه بعد اتهامات علیه وی رد و او تبرئه شد.